# فاکتور رشد کراتینوسیت
فاکتور رشد کراتینوسیت (انگلیسی: Keratinocyte growth factor) یا به اختصار KGF که با نام FGF7 هم شناخته می‌شود، یک فاکتور رشد است که در مرحلهٔ اپیتلیزاسیون (ساخت لایهٔ بافت پوششی) در فرایند بهبود زخم حضور دارد. در این مرحله، کراتینوسیت‌ها سطح زخم را می‌پوشانند و یک بافت پوششی ایجاد می‌کنند.
فاکتور رشد کراتینوسیت یک مولکول سیگنال‌دهنده است که به گیرنده ۲ فاکتور رشد فیبروبلاست (FGFR2b) اتصال می‌یابد. برای ایجاد این علامت‌دهی سلولی، لازم است یک دایمر میان دو کمپلکس شیمیایی FGF:FGFR که توسط هپارین به‌هم متصل شده‌اند، ایجاد شود.
تاکنون ۲۳ نوع فاکتور رشد فیبروبلاست و ۴ نوع گیرنده فاکتور رشد فیبروبلاست شناسایی شده‌است.
لازم به یادآوری است که به مولکول FGF10، «فاکتور رشد کراتینوسیت ۲» هم گفته می‌شود.